# Chlorops strigulus
Chlorops strigulus är en tvåvingeart som först beskrevs av Fabricius 1794.  Chlorops strigulus ingår i släktet Chlorops och familjen fritflugor. Arten är reproducerande i Sverige. Inga underarter finns listade i Catalogue of Life.